# Salo Kaia
Salo Kaia är ett vattendrag i Indonesien. Det ligger i den centrala delen av landet, 1 600 km öster om huvudstaden Jakarta. Salo Kaia ligger vid sjön Danau Poso.